# Полторацкий, Сергей Дмитриевич
Сергей Дмитриевич Полторацкий (1803—1884) — русский библиофил и библиограф.

## Биография
В альбоме М. И. Семевского «Знакомые» имеется запись, оставленная С. Д. Полторацким: «Родился в Москве за Яузою в приходе Козьмы и Дамиана (на Вшивой Горке) в 1803 году 23-го января (4-го февраля)». Происходил из рода Полторацких; был дворянином в третьем поколении.
Первоначальное образование получил в доме своего отца Д. М. Полторацкого. В 1818—1820 годах учился в Ришельевском лицее, не окончив который, по желанию матери возвратился в Москву и поступил в московское училище колонновожатых. В 1823 году был выпущен из него прапорщиком; сначала был в Свите Александра I по квартирмейстерской части, затем в чине поручика служил в штабе 1-й армии в Могилёве и некоторое время занимал адъютантскую должность в Туле. В 1827 году вышел в отставку («по болезни») и, поселившись в родовой усадьбе «Авчурино», всецело отдался библиографическим работам. Страсть к книгам перешла к нему от деда его со стороны матери — П. К. Хлебникова. От него Полторацкому досталась богатейшая библиотека, которую он значительно увеличил. 
В 1822 году во французской «Revue encyclopédique» за подписью S. P. и S. P—y появились первые статьи Полторацкого, одна из которых, в октябрьском номере «Revue encyclopédique», являлась в известном смысле развитием содержания анонимной статьи 1821 года, в февральском номере «Revue encyclopédique», — о «Руслане и Людмиле» А. С. Пушкина. Из переписки Пушкина известно, что в 1826—1828 годах между Полторацким и Пушкиным существовали довольно тесные отношения. В это время Полторацкий был активным сотрудником «Московского телеграфа» и довольно часто встречался с Пушкиным; к этому времени относятся письма Пушкина с упоминанием Полторацкого как своего партнера по игре в карты. Экземпляр только что вышедшей «Полтавы» Пушкин надписал: «Полторацкому от Пушкина. 2 апреля 1829. Москва».
В 1824 году появилась его критическая статья «О журнале Мнемозина», под псевдонимом Калужский корреспондент. Статья была резкая и вызвала продолжительную журнальную полемику. Главные же его статьи были посвящены вопросу о первопечатных русских газетах — он имел большую коллекцию первых по времени русских газет и периодических изданий, в том числе, подаренных 29 апреля 1836 года А. С. Пушкиным. В. Сорокин указал: 

…на полях некоторых страниц «Ведомостей» уцелели от ножа переплетчика надписи: «Его превосходительству генералу-поручику Загряцкому» (дед Натальи Николаевны Гончаровой). Эти книги в числе других были взяты Пушкиным в имении его тёщи, в Яропольце, о чем он писал Н. И. Пушкиной 26 августа 1833 г.: «Я нашел в доме старую библиотеку, и Наталия Ивановна позволила мне выбрать нужные книги»— Сорокин В. Собрание «Ведомостей» С. Д. Полторацкого // «Книжные новости». — 1937. — № 23-24. — С. 67.
В 1830 году С. Д. Полторацкий вместе с женой и старшей дочерью выехал за границу, где он, после участия в июльской революции 1830 года, долго жил на положении полуэмигранта; в Россию вернулся в 1832 году.
Крупная работа Полторацкого — «Словарь русских писателей» осталась в рукописи и в печати появились лишь отрывки из неё под названием «Материалы для словаря русских писателей». Оригинальной была его работа об изданиях, выход которых был объявлен, но которые в действительности в свет не появились: «Роспись неизвестных русских книг» (Русский вестник. — 1858. — Т. XVIII — С. 183—198).
В 1865 году неблагоприятное финансовое положение вынудило С. Д. Полторацкого продать библиотеку; часть её поступила в Румянцевский музей. П. С. Усов в своих «Воспоминаниях» рассказывал:

Сверх калужского имения, у него (С. Д.) была большая поземельная собственность в Рязанской губернии с игольным заводом <Коленцы (Рязанская область)>, кажется, единственным в то время в России. По своему характеру С. Д. Полторацкий не мог быть фабрикантом, заводчиком, нуждался часто в деньгах и безпрестанно приезжал в Петербург из-за нужды в финансовых средствах. […] В 1855 году с С. Д. Полторацким произошёл за границей неприятный случай, о чем мне сообщал Н. И. Греч, в письме из Берлина, от 20-го сентября (2-го октября): «… за долг в 2000 талеров его привезли сюда из Франкфурта … Потом, через четыре дня, перевели в долговую тюрьму и держали 60 дней под арестом … Молодой граф Шувалов вошёл в его положение и освободил его на честное слово»— Усов П. С. Из моих воспоминаний // Исторический вестник. — Том VIII. — СПб., 1882. — С. 330, 332
Помимо библиотеки была у С. Д. Полторацкого и другая страсть — он безоглядно отдавался (особенно в юности) азарту игры в карты.
В 1868 году, находясь в крайней нужде, С. Д. Полторацкий со второй своей семьёй переехал сначала в Шарлоттенбург (Пруссия), а затем во Францию (был там во время сентябрьской революции 1870 года); жил в разъездах — то в Лондоне, то в Баден-Бадене, то в Вене, пока, наконец, не поселился в пригороде Парижа, Нёйи, где и скончался 7 января 1884 года и был похоронен.

## Семья
Первая жена: Мария Петровна Киндякова (1803 — после 1857) — дочь симбирского богача П. В. Киндякова. От первого брака у родилось семеро детей, среди которых были сын Дмитрий (01.01.1831—1875), женившийся на Ольге Михайловне Мезенцевой (ум. 1906), и дочери — Александра (1825), Мария (11.05.1833), Агафоклея (31.08.1835—01.12.1835) и Наталья (10.04.1838— ?), бывшая замужем за своим двоюродным братом Александром Леонтьевичем Ромейко-Гурко (1823—1906).
После развода с женой, с 1850-х годов состоял в отношениях с англичанкой Элен Саре Саути (Елена Ивановна, 1819—1908), проживавшей в то время в Санкт-Петербурге. От этого брака у них родились дочери Эрмиония (Фанни Агата, Гермиона) и Елена (Ольга), и сын Лев (Леон, Лионель Эдуард). Поженились они 23 января 1878 году в Париже.
Его внучкой является английская писательница Марта Эдит (Марта Александровна) Алмединген.

## Комментарии
1. ↑  Арман Сен-При 6 июля 1818 года в письме к А. Н. Оленину сообщал: «Я приехал сюда, чтобы присутствовать на экзамене в Лицее. По истечении шести месяцев, прошедших со времени его открытия, — успехи поразительные. Один из Ваших племянников, молодой Полторацкий, подает самые прекрасные надежды».